# Matthias Buchinger
Matthias Buchinger (parfois appelé Matthew Buckinger), né à Ansbach, dans la principauté d'Ansbach, le 2 juin 1674 et mort à Cork, en Irlande, en août 1739 ou le 17 janvier 1740, est un artiste, magicien et calligraphe allemand, nain et malformé, né sans jambes ni bras.
Il est particulièrement connu pour ses micrographies, illustrations constituées de très petits textes.

## Biographie
Matthias Buchinger est né le 2 juin 1674 à Ansbach, près de Nuremberg dans la principauté d'Ansbach ; c'est le benjamin d'une famille de neuf enfants, dont une seule fille. Atteint de nanisme et d'une très grave malformation par phénocopie, la phocomélie, il a des membres atrophiés, dont les supérieurs sont décrits comme « deux excroissances poussant des omoplates, qui ressemblent plus aux nageoires d'un poisson qu'aux bras d'un homme », sans mains, ni pieds ; adulte il atteint une taille de 29 pouces, soit 73,5 cm. En dépit de son handicap, ses parents l'encouragent à faire des études et il apprend à écrire et à dessiner avec une minutie étonnante et à jouer de plusieurs instruments de musique en utilisant les courts appendices qui lui tiennent lieu de doigts,.
Artiste et performer, pour échapper à l'emprise de ses parents qui veulent l'orienter vers le métier de tailleur — Matthias est même capable d'enfiler une aiguille —, il se produit dans les foires en Allemagne, notamment à Nuremberg, et « voyage à travers toute l'Europe du nord pour divertir rois et aristocrates ainsi que les peuples grâce à ses prouesses de dextérité physique ». Il est connu, de son vivant, comme « le plus Grand Allemand Vivant » et « le Petit Homme de Nuremberg »,.
Lors d'un voyage en Angleterre, il essaye de se produire devant le roi George Ier. N'y parvenant pas, il se rend en Irlande où il se produit publiquement à Dublin en 1720 et à Belfast en 1722.
Buchinger s'est marié quatre fois et a eu au moins quatorze enfants, de huit femmes différentes. Selon certaines rumeurs il aurait eu des enfants avec plus de 70 maîtresses. Sa renommée est telle que dans les années 1780, le terme Buckinger's boot (en français « botte de Buckinger ») sert d'euphémisme au terme vagin (le seul membre de Buchingher étant son pénis). Buchinger meurt à Cork, en Irlande.

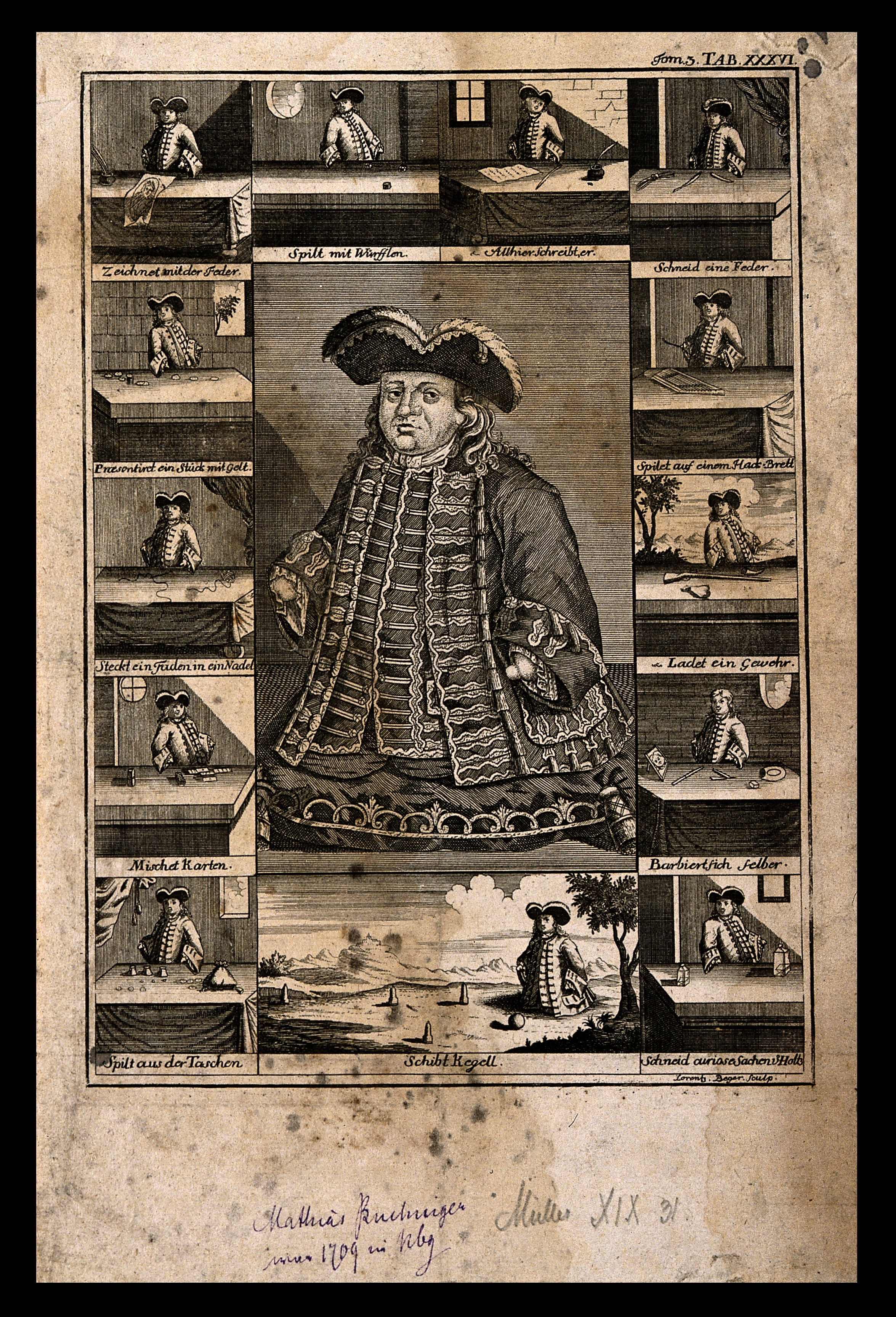
Portrait de Matthias Buchinger avec treize scènes montrant ses performances.

## Œuvres et performances

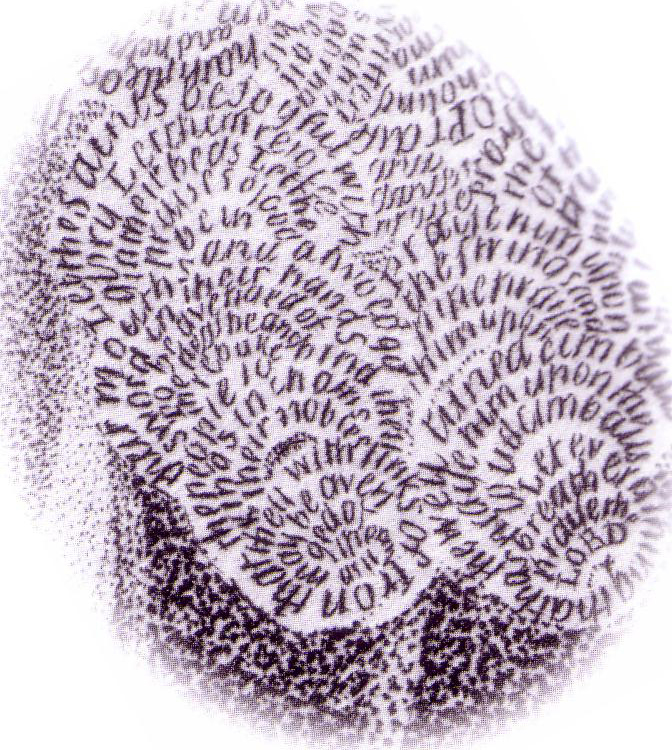
Détail d'un autoportrait de Matthias Buchinger montrant les boucles de cheveux tracées en microcalligraphie.

Ses gravures sont incroyablement détaillées. Une d'entre elles, un autoportrait, est si détaillée qu'un examen attentif des boucles de ses cheveux a révélé qu'il s'agissait en fait de sept psaumes bibliques et du Notre Père, inscrits en lettres miniatures,.
Malgré son handicap, Buchinger est un magicien accompli, faisant disparaître des balles sous des tasses et apparaître des oiseaux de nulle part. Il est aussi connu comme étant un joueur de cartes imbattable et d'une précision au tir exceptionnelle. Buchinger aime construire des modèles réduits en bouteille. Le musée de Snowshill Manor conserve un diorama en bouteille de sa fabrication, représentant une mine sous-marine sur deux niveaux,.  
Matthias Buchinger est capable de jouer d'une demi-douzaine d'instruments de musique, parmi lesquels le hammered dulcimer, le hautbois, la trompette, la flûte, et plusieurs instruments de son invention.

## Postérité
Le Metropolitan Museum of Art a présenté seize de ses œuvres graphiques dans une exposition historique intitulée « Wordplay : les dessins de Matthias Buchinger de la collection de Ricky Jay ». Jay, magicien « collectionneur de merveilles antiques », chine les œuvres de Buchinger depuis plus de 30 ans. Il a fait la chronique de sa quête des objets de Buchinger dans un livre intitulé Matthias Buchinger: ‘The Greatest German Living’,.